# آدکمبی الوفده
آدکمبی الوفده (انگلیسی: Adékambi Olufadé؛ زادهٔ ۷ ژانویهٔ ۱۹۸۰) یک بازیکن فوتبال اهل توگو است.
وی همچنین در تیم ملی فوتبال توگو بازی کرده‌است.